# Синхроноскоп
Синхроноскопът е устройство, което отчита ъгъла, при който две системи (генератори или захранващи мрежи) са синхронизирани една с друга.
За да се считат две електрически системи за синхронизирани, те трябва да работят на една и съща честота и ъглите на фазите една спрямо друга да са 0. Синхроноскопите измерват и показват разликата в честотата и в ъгъла на фазите между двете системи. Само когато тази стойност е 0 е безопасно да се свържат заедно двете системи. Свързването на две несинхронизирани променливотокови системи заедно може да доведе до тежки поражения върху инсталациите, които не са защитени от прекъсвачи или предпазители.

## Приложение в захранващите мрежи
Преди да се свържат два или повече различни генератори в обща мрежа първо трябва да се синхронизират със синхроноскоп, за да се избегнат аварии. Освен това е важно и напреженията на генераторите да са еднакви, защото при липса на синхронизация може да протекат в намотките на генераторите силни изравнителни токове, както и по електрическата мрежа.
Генераторът първоначално започва да се върти до скорост близка на тази на мрежата. Волтажът се изравнява чрез регулиране на тока във възбудителната намотка на генератора и отчитането на генерираното напрежение чрез волтметър. Синхроноскопът се свързва към генератора и към фазата на мрежата. Ако генераторът се върти с по-ниска честота от тази на мрежата, стрелката на синхроноскопа започва да се върти, в посоката отбелязана като бавна или закъснителна спрямо мрежата. Ако генератора се върти по-бързо стрелката се завърта в обратната посока маркирана като по-бърза или водеща. След като се уравновеси честотата на въртене (ъгловата скорост) на генератора, стрелката на синхроноскопа спира да се върти.
След това има още една стъпка преди да се свържи генератора към мрежата. Въпреки че са с еднаква честота е възможно полюсите на роторите да не са в една позиция спрямо полетата статорите, т.е. генератора и мрежата може да не са във фаза. Ако се свържат двете мрежи докато са дефазирани, може да се осъществи късо съединение и да се повредят генераторът и мрежата.
Позицията (спрямо въртенето) на стрелката на синхроноскопа индикира фазовата разлика спрямо двете системи. Ъгълът между системите е 0, когато стрелката сочи точно между „бавно“ и „бързо“ на синхроноскопа. В съвременните мрежи синхронизирането се извършва чрез автоматизирана цифрова система.